# Nardosinona
Nardosinona es un sesquiterpeno y constituyente químico de Nardostachys jatamansi. En  estudios in vitro, el compuesto ha demostrado mejora dependiente de la concentración de bucladesina y estaurosporina inducida derivación neurita. Nardosinona ha igualmente demostrado  mejorar NGF las consecuencias de mediada neuritas  y la sinaptogénesis de células PC12D.
Además, nardosinona ha demostrado actividad citotóxica contra células P-388 cultivadas de leucemia linfocítica.